# اقتصاد کشاورزی
اقتصاد کشاورزی، مهندسی اقتصاد کشاورزی یا مهندسی کشاورزی-اقتصاد کشاورزی (به انگلیسی: Agricultural Economics) بخشی کاربردی از علم کشاورزی است که به به‌کارگیری نظریه‌های مختلف اقتصادی برای بهینه کردن تولید و توزیع غذا و مواد خوراکی می‌پردازد.
در ابتدا اقتصاد کشاورزی شاخه‌ای از اقتصاد بود که تنها به مطالعه و بررسی کاربری زمین می‌پرداخت و هدفش به حداکثر رساندن بازده محصولات کشاورزی در عین حفاظت از اکوسیستم خاک بود.
در طول قرن بیستم این رشته گسترش یافت و دامنهٔ کنونی آن بسیار وسیع‌تر گردید و علوم دیگر را نیز دربر گرفت.
اقتصاد کشاورزی امروزه رشته‌ها و زمینه‌های کاربردی متنوعی را شامل می‌شود و همپوشانی قابل توجهی با اقتصاد متعارف دارد.
اقتصاد کشاورزی مشارکت‌های بسیاری را برای تحقیق در رشته‌های اقتصاد، اقتصادسنجی، اقتصاد توسعه و اقتصاد محیط زیست به عمل رسانده است.
از گذشته تا جهان امروز یکی از مشکلات اساسی بشر تأمین نیازهای غذایی است، به گونه‌ای که امنیت غذایی به عنوان یکی از اهداف مهم در صدر برنامه‌های دولت‌ها قرار گرفته است. بدون شک به منظور نیل به امنیت غذایی علاوه بر اتخاذ سیاست‌های مطلوب و برخورداری از منابع کافی، تولید کشاورزی باید به گونه‌ای باشد که تمامی نیازهای جامعه را برآورده کند. تولید کشاورزی نیازمند دو گروه عوامل تولیدی است:
1. عوامل فیزیکی تولید: زمین، بذر، آب، نیروی کار و غیره که وجود آن‌ها از نظر کمی و کیفی شرط لازم تولید است.
2. عوامل غیرفیزیکی تولید که ریشه در مدیریت و اقتصاد کشاورزی دارند.

با توجه به اهمیت و ضرورت مدیریت و اقتصاد کشاورزی، این عامل به عنوان شرط کافی تولید تلقی می‌گردد؛ بنابراین به منظور تولید کشاورزی مطلوب و بهینه، وجود عوامل فیزیکی و غیر فیزیکی تولید در کنار یکدیگر لازم و ملزوم هم می‌باشند.

## ریشه
علم اقتصاد به عنوان علم مطالعهٔ تخصیص منابع تحت کمبود تعریف شده است. اقتصاد کشاورزی یا استفاده از روش‌های اقتصادی برای بهینه‌سازی تصمیمات گرفته شده توسط تولیدکنندگان کشاورزی، در اوایل قرن بیستم مورد توجه قرار گرفت. رشتهٔ اقتصاد کشاورزی را می‌توان در کارهای مربوط به اقتصاد زمین جستجو کرد. هنری چارلز تیلور که پدر علم اقتصاد کشاورزی در ایالات متحده شناخته می‌شود با تأسیس دپارتمان اقتصاد کشاورزی در ویسکانسین در سال ۱۹۰۹ بیشترین همکاری را داشت.
یکی دیگر از مشارکت‌کنندگان، برندهٔ جایزهٔ اقتصاد نوبل ۱۹۷۹ تئودور شولتز، در میان اولین کسانی بود که اقتصاد توسعه را به عنوان مشکلی که مستقیماً به کشاورزی مربوط بود بررسی کرد. شولتز همچنین در ایجاد اقتصادسنجی به عنوان ابزاری برای استفاده در تحلیل تجربی اقتصاد کشاورزی بسیار مؤثر بود. وی در مقاله برجسته خود در سال ۱۹۵۶ اشاره کرد که تجزیه و تحلیل عرضه کشاورزی ریشه در «جابجایی شن و ماسه» دارد، و این بدان معنی است که به درستی انجام نشده است.
یک دانشمند توسعه اقتصاد کشاورزی را به صورت زیر خلاصه می‌کند:
اقتصاد کشاورزی در اواخر قرن نوزدهم به‌وجود آمد، تئوری شرکت را با تئوری بازاریابی و سازمان ترکیب کرد و در طول قرن ۲۰ عمدتاً به عنوان یک شاخه تجربی از اقتصاد عمومی توسعه یافت. این رشته ارتباط تنگاتنگی با کاربردهای تجربی آمار ریاضی داشت و کمک‌های اولیه و قابل توجهی به روشهای اقتصادسنجی داشت. در دهه ۱۹۶۰ و پس از آن، همزمان با انقباض بخش‌های کشاورزی در کشورهای OECD یا سازمان همکاری و توسعه اقتصادی، اقتصاددانان کشاورزی به سمت مشکلات توسعه کشورهای فقیر، پیامدهای سیاست تجارت و اقتصاد کلان کشاورزی در کشورهای ثروتمند، و انواع تولید، مصرف و مشکلات زیست‌محیطی و منابع رفتند.
اقتصاددانان کشاورزی با مدل‌هایی مانند مدل تار عنکبوت، مدل قیمت‌گذاری رگرسیون هیدونیک،
فناوری جدید و مدل‌های انتشار (Zvi Griliches)، نظریه بهره‌وری و بهره‌وری چند عاملی، اندازه‌گیری و ضریب رگرسیون ضرایب تصادفی مشارکت‌های مشهور و قابل توجهی در اقتصاد داشته است.
بخش مزرعه اغلب به عنوان نمونه برجسته ای از الگوی رقابت اقتصادی کامل ذکر می‌شود.
در آسیا، اقتصاد کشاورزی برای اولین بار توسط گروه اقتصاد کشاورزی دانشگاه فیلیپین در لس بائوس در سال ۱۹۱۹ ارائه شد. امروز، رشته اقتصاد کشاورزی به یک رشته ادغام پذیرتر تبدیل شده است که شامل مدیریت واحدهای تولیدی کشاورزی و اقتصاد تولید، بودجه روستایی و موسسات، بازاریابی و قیمت‌های کشاورزی، سیاست و توسعه کشاورزی، اقتصاد غذا و تغذیه و اقتصاد محیط زیست و منابع طبیعی می‌باشد.
به گفتهٔ یک محقق در این زمینه، از دهه ۱۹۷۰، اقتصاد کشاورزی در درجهٔ اول بر هفت موضوع اصلی متمرکز شده است: محیط کشاورزی و منابع؛ خطر و عدم اطمینان اقتصاد غذا و مصرف‌کننده؛ قیمت‌ها و درآمدها ساختارهای بازار تجارت و توسعه؛ تغییرات فنی و سرمایهٔ انسانی.

## مباحث عمده
محیط کشاورزی و منابع طبیعی
در زمینهٔ اقتصاد محیط زیست، اقتصاددانان کشاورزی در سه زمینهٔ اصلی سهیم بوده‌اند: طراحی مشوق‌هایی برای کنترل عوامل خارجی محیطی (مانند آلودگی آب به دلیل تولید محصولات کشاورزی)، برآورد ارزش منافع غیربازاری از منابع طبیعی و امکانات رفاهی محیطی (مانند یک چشم‌انداز جذاب روستایی)، و رابطهٔ متقابل پیچیده بین فعالیت‌های اقتصادی و پیامدهای زیست‌محیطی. با توجه به منابع طبیعی، اقتصاددانان کشاورزی ابزارهای کمّی برای بهبود مدیریت زمین، جلوگیری از فرسایش، کنترل آفات، محافظت از تنوع زیستی و پیشگیری از بیماری‌های دام تولید کرده‌اند.
اقتصاد غذا و مصرف‌کننده
در سال‌های اخیر اقتصاددانان کشاورزی موضوعات متنوعی را در رابطه با اقتصاد مصرف غذا مورد مطالعه قرار داده‌اند. علاوه بر تأکید دیرینه اقتصاددانان بر تأثیرات قیمت‌ها و درآمد، محققان در این زمینه چگونگی تأثیر اطلاعات و کیفیت ویژگی‌های مصرف‌کننده را بررسی کرده‌اند. اقتصاددانان کشاورزی به درک چگونگی انتخاب خانوارها بین خرید غذا یا تهیه آن در خانه، نحوه تعیین قیمت مواد غذایی، تعریف آستانه فقر، چگونگی واکنش مصرف‌کنندگان به تغییرات قیمت و درآمد به‌طور مداوم و ابزار تحقیق و آزمایش برای درک کمک کرده‌اند.
اقتصاد تولید و مدیریت واحدهای تولیدی
تحقیقات اقتصاد کشاورزی به کاهش بازده در تولید محصولات کشاورزی و همچنین هزینه‌های کشاورزان و پاسخ‌های عرضه پرداخته است. تحقیقات زیادی تئوری اقتصادی را در تصمیمات سطح مزرعه اعمال کرده است. مطالعات مربوط به ریسک و تصمیم‌گیری تحت عدم اطمینان، کاربردهای واقعی در سیاست‌های بیمه محصول و درک چگونگی انتخاب کشاورزان در کشورهای در حال توسعه در مورد پذیرش فناوری دارد. این موضوعات برای درک چشم‌انداز تولید غذای کافی برای جمعیت در حال رشد جهان، با توجه به منابع جدید و چالش‌های زیست‌محیطی مانند کمبود آب و تغییرات آب و هوایی جهانی، مهم هستند.
اقتصاد توسعه
اقتصاد توسعه عموماً به بهبود شرایط زندگی در کشورهای کم درآمد و بهبود عملکرد اقتصادی در شرایط کم درآمد توجه دارد. از آنجا که کشاورزی بخش بزرگی از اکثر اقتصادهای در حال توسعه است، هم از نظر اشتغال و هم از نظر سهم تولید ناخالص داخلی، اقتصاددانان کشاورزی پیشگام تحقیقات تجربی در مورد اقتصاد توسعه بوده‌اند و به درک ما از نقش کشاورزی در توسعه اقتصادی، رشد اقتصادی و ساختاری کمک می‌کنند. بسیاری از اقتصاددانان کشاورزی به سیستم‌های غذایی اقتصادهای در حال توسعه، ارتباطات بین کشاورزی و تغذیه و روش‌های تعامل کشاورزی با سایر حوزه‌ها مانند محیط طبیعی علاقه‌مند هستند.

## انجمن‌های حرفه‌ای
IAAE انجمن بین‌المللی و حرفه‌ای اقتصاددانان کشاورزی است که هر سه سال کنفرانس اصلی خود را برگزار می‌کند همچنین این انجمن مجلهٔ Agricultural Economy را منتشر می‌کند. EAAE انجمن حرفه‌ای اقتصاد کشاورزی اروپا و AAAE انجمن حرفه‌ای اقتصاد کشاورزی در آفریقاست. در ایالات متحده آمریکا انجمن اصلی اقتصاد کشاورزی AAEA است که سالانه کنفرانس خود را برگزار می‌کند.
انجمن اقتصاد کشاورزی در اقیانوسیه در استرالیا فعالیت می‌کند.
انجمن اقتصاد کشاورزی ایران (IAES) یکی از مهم‌ترین تشکل‌های علمی حوزه اقتصاد کشاورزی در ایران است که در سال ۱۳۷۲ توسط جمعی از فرهیختگان این رشته تأسیس شد. هدف از تشکیل انجمن همان‌طور که در اساسنامه آن نیز قید شده است گسترش و ارتقاء علم اقتصاد کشاورزی و توسعه کمی و کیفی نیروهای متخصص و بهبود بخشیدن به امور آموزشی و پژوهشی در زمینه‌های مرتبط است. در چند سال عمر کوتاه انجمن همکاران و فرهیختگان بسیاری تلاش نموده‌اند تا انجمن را به پیش ببرند و جایگاه آن را ارتقاء بخشند. برگزاری منظم همایش‌های دوسالانه و انتشار مجله علمی پژوهشی اقتصاد کشاورزی از جمله فعالیت‌های قابل توجه است.

## مهندسی اقتصاد کشاورزی

### تعریف و هدف
اقتصاد کشاورزی شاخه تخصصی و مجزایی از علم اقتصاد است که با حوزه عملی و کاری گسترده‌ای که به لحاظ کمی و گستردگی در همه کشورها جای دارد و همچنین از جنبه کیفی و نیز تنوع‌ها در محصولات مختلف زراعی، باغی، دامی، شیلاتی و نظایر این‌ها وجود دارد که زمینه‌های فراوانی را برای فعالیت‌های مستقیم و غیر مستقیم فراهم می‌سازد. اقتصاد کشاورزی عوامل اقتصادی مؤثر در امور کشاورزی، روابط اقتصادی موجود بین عوامل تولید کشاورزی و کاربرد اصول اقتصادی را در تولید و توسعه کشاورزی مورد بحث و بررسی قرار می‌دهد و این امکان را به کشاورز می‌دهد که با مقدار زمین و سایر نهاده‌های تولید که در اختیار دارد حداکثر سود را بدست آورد. به بیان دیگر اقتصاد کشاورزی عبارت از کاربرد اصول و نظریه‌های اقتصاد عمومی در فرایند تولید، مبادله، توزیع و مصرف مواد غذایی و مواد خام اولیه مورد نیاز سایر بخش هاست. بر این اساس می‌توان نتیجه گرفت که اقتصاد کشاورزی، روش‌های چگونگی استفاده مطلوب و بهینه از منابع طبیعی در بخش کشاورزی را از طریق شیوه‌ها و ابزار کارآمد خود مورد مطالعه قرار می‌دهد. هدف از ایجاد این رشته، تربیت نیروهای متخصص و کارآمدی است که بتوانند با تکیه بر دانش و اندوخته‌های علمی و تجارب عملی خود به عنوان کارشناس اقتصاد کشاورزی به تهیه و تدوین طرح‌های توسعه کشاورزی و ارزیابی اقتصادی آن‌ها در سطوح مختلف منطقه‌ای یا ملی بپردازند و همچنین از طریق به‌کارگیری روش‌های تجزیه و تحلیل کمی و ارائه مدل‌های ریاضی در حل مسائل و مشکلات تولید، توزیع یا مصرف مواد غذایی و مواد خام، راهکارهای مناسبی را ارائه می‌نمایند. متخصصان اقتصاد کشاورزی در فعالیت‌های آموزشی و تحقیقاتی مرتبط با مسائل اقتصادی بخش کشاورزی نیز می‌توانند همکاری نمایند.

### اهمیت و جایگاه در جامعه
با توجه به اهمیت تولید کشاورزی در امنیت غذایی جامعه و نیز ضرورت توجه به ابعاد اقتصادی تولید و با نظر گرفتن اینکه کشاورزان در این زمینه اطلاع کمی دارند (به خصوص کشاورزان ایران) اقتصاد کشاورزی به عنوان یکی از شاخه‌های علوم کشاورزی از حدود یک قرن پیش در کنار سایر رشته‌های کشاورزی به تدریج مطرح شد و با سیر تکاملی‌اش امروزه به شکل یک دانش منسجم و مدرن در مراکز آموزش عالی و تحقیقاتی در اختیار مشتاقان علم و جامعه کشاورزی قرار گرفته است. در عرصه فعالیت‌های زراعی، حضور متخصصانی که علاوه بر دانش کشاورزی، اصول علم اقتصاد را نیز فراگرفته باشند و بتوانند با استفاده از تجربیات و دانش خود، در زمینه برنامه‌ریزی و تهیه طرح‌های تولیدی محصولات کشاورزی به‌طور اقتصادی فعالیت کنند، از ضروریات تحول کشاورزی کشور است و این امر، جایگاه و اهمیت رشته مهندسی اقتصاد کشاورزی را به خوبی مشخص می‌کند. وبا توجه به این که امروزه یکی از راه‌های تحت سلطه درآوردن کشورها وابسته کردن از طریق مواد غذایی است.

## نقش کشاورزی در توسعه اقتصادی
کشاورزی را به عنوان نیروی محرکه رشد اقتصادی در مراحل اولیه توسعه دانسته‌اند و در مراحل بعدی رشد هم برای بخش کشاورزی حداقل پنج نقش عمده (تأمین درآمد، ایجاد اشتغال، تأمین غذا، ایجاد بازار و ارزآوری) را در تغییر ساختار اقتصاد قائل هستند. به لحاظ خصوصیات عدم وابستگی بخش کشاورزی به خارج و فراهم بودن امکانات و منبع داخلی، حرکت اولیه رشد اقتصادی می‌تواند از بخش کشاورزی باشد. به طوری که ممکن است چنین اولویتی برای بخش‌های دیگر و در مراحل اولیه فراهم نباشد.
بخش کشاورزی معمولاً با هر بخش دیگری به صورت رقابتی عمل نمی‌کند، بلکه رشد آن، می‌تواند مکمل رشد بخش‌های دیگر باشد. توجه دقیق‌تر به اکثر عواملی که مورد استفاده بخش کشاورزی است، می‌تواند رقیب نبودن رشد این بخش را با رشد سایر بخش‌ها توجیه نماید.
اقتصاددانان به دلیل اهمیت بخش کشاورزی برای آن مدل‌های ارائه دادند. عبارتند از:
- مدل توسعهٔ کشاورزی
- مدل توسعهٔ روستایی (CDP)
- مدل اشاعه
- مدل انقلاب سبز
- مدل نوآوری القایی
- مدل جامع توسعهٔ روستایی
- مدل نیازهای اساسی

### نقش کشاورزی در اقتصاد
نقش بخش کشاورزی از لحاظ تأمین درآمد، اشتغال، ارزآوری، بازار و به ویژه تأمین غذا در میان سایر بخش‌ها از اهمیت ویژه‌ای برخوردار است. در ذیل به آن می‌پردازیم.
1. تأمین غذا: از وظایف اصلی کشاورزی در هر کشوری تأمین نیازهای غذایی آن جامعه و امنیت غذایی است. اهمیت تأمین غذا به تنهایی می‌تواند مبنای استراتژی توسعه اقتصادی باشد.
2. سهم کشاورزی در درآمد ملی: بخش کشاورزی یکی از اجزاء مهم تشکیل دهنده درآمد یا تولید ملی در اکثر کشورها است.
3. ارتباط با بازار: کشاورزی علاوه بر عرضه مواد خام، خود مصرف‌کننده مهم بعضی از محصولات صنعتی است. گسترش کشاورزی تقاضای این بخش برای محصولات سایر بخش‌ها را افزایش داده و در مجموع، رشد تولید ناخالص داخلی را زیادتر می‌کند.
4. اشتغال: ویژگی‌های منحصر به فرد بخش کشاورزی این قابلیت را داراست که بتواند همواره مقدار قابل ملاحظه‌ای از جمعیت جویای کار را جذب نماید.
5. ایجاد توازن در بازار کار و سرمایه: بخش کشاورزی می‌تواند از طریق انتقال مازاد نیروی کار و سرمایه به توسعه سایر بخش‌ها کمک نماید. البته این انتقال زمانی مولد است که اولاً منجر به کاهش تولیدات کشاورزی نشود و ثانیاً بخش‌های دیگر قابلیت جذب این مازاد را در خود داشته باشند.

## مشاغل در اقتصاد کشاورزی
فارغ التحصیلان بخش‌های کشاورزی و اقتصاد کاربردی در بسیاری از بخش‌های اقتصاد شغل پیدا می‌کنند:
- مدیریت کشاورزی
- تجارت کشاورزی
- بازاریابی کشاورزی
- آموزش
- بخش مالی
- دولت
- مدیریت منابع طبیعی و محیط زیست
- املاک و مستغلات
- روابط عمومی.

مشاغل در اقتصاد کشاورزی حداقل به مدرک لیسانس نیاز دارند و مشاغل تحقیقاتی در این زمینه به آموزش در سطح فارغ‌التحصیل نیاز دارند. به کارشناسی ارشد در اقتصاد کشاورزی مراجعه کنید. مطالعه‌ای که در سال ۲۰۱۱ توسط مرکز آموزش و نیروی کار جورج تاون انجام شد، اقتصاد کشاورزی را از نظر قابلیت اشتغال در رتبهٔ هشتم از ۱۷۱ رشته قرار داد.

## اقتصاد کشاورزی در ایران
دانشگاه‌های مختلفی در ایران در مقاطع مختلف به صورت سراسری و دانشگاه آزاد و پیام نور در این رشته پذیرش دارند. از اصلی‌ترین دروس این رشته می‌توان به اقتصاد کلان، اقتصاد خرد، اقتصادسنجی، اقتصاد توسعه، اقتصاد تولید محصولات کشاورزی، تهیه و ارزیابی طرح‌های کشاورزی، سیاست کشاورزی و مدیریت واحدهای تولیدی کشاورزی نام برد. از دانشمندان و بزرگان اقتصاد کشاورزی در ایران در نیم قرن اخیر می‌توان به مجید کوپاهی، سید مهیار صدرالاشرافی، سید کاظم صدر، محمد سعید نوری نائینی، غلامرضا سلطانیان، بهاءالدین نجفی، جواد ترکمانی، سیاوش دهقانیان، حبیب‌الله سلامی، سعید یزدانی، سید صفدر حسینی، ناصر شاهنوشی فروشانی، محمد قربانی، محمد جعفر (همایون) بهتاش و … اشاره کرد.